# (1629) Pecker
(1629) Pecker – planetoida z pasa głównego asteroid okrążająca Słońce w ciągu 3 lat i 128 dni w średniej odległości 2,24 au. Została odkryta 28 lutego 1952 roku w Algiers Observatory w Algierze przez Louisa Boyera. Nazwa planetoidy pochodzi od Jeana-Claude’a Peckera, francuskiego astronoma. Przed nadaniem nazwy planetoida nosiła oznaczenie tymczasowe (1629) 1952 DB.